# Funérailles pour un félon
Funérailles pour un félon est le 8e épisode de la saison 19 de la série télévisée d'animation Les Simpson.

## Synopsis
Homer achète un TiVo, appareil permettant de ne pas voir les pubs. Marge l'utilise toute la nuit, mais elle fait un rêve avec Keith Olbermann qui lui explique que c'est du vol. Pour compenser Marge décide de regarder toutes les pubs et tombe sur celle présentant l'ouverture d'un restaurant. Toute la famille décide de s'y rendre.
Une fois sur place, ils découvrent que le propriétaire n'est autre que... Tahiti Bob. Il essaye de les tuer avec une bombe à retardement déclenchée par un ordinateur et prononce une citation de Shakespeare mais Lisa le reprend. Il cherche à vérifier, mais la bombe explose sur lui. La police arrive et embarque Tahiti Bob. Lors du procès, le père de Tahiti Bob témoigne en disant que son fils est atteint d'une maladie du cerveau et que Bart rend fou son fils. À ce moment-là, Bob, à bout de nerfs, sort une fiole de nitroglycérine. Aussitôt, Bart se précipite et jette le flacon au loin. À la stupeur générale, Bob s'écroule, inerte. Son père explique que le flacon contenait un médicament pour son cœur et le docteur Hibbert annonce son décès. Lors de l'enterrement Bart refuse de pardonner à Bob ce qu'il lui a fait. Toute la ville en est choquée.
Cecil, le frère de Bob, réussit à convaincre Bart d'aller se recueillir sur le cercueil de Bob. Mais alors que Bart se trouve dans le crématorium, Bob, bien vivant, sort du cercueil et l'y enferme pour le faire brûler vif. Heureusement, Lisa comprend que Tahiti Bob et sa famille ont organisé un coup monté, que celui-ci n'est pas mort et que son père lui a administré un produit simulant un coma très profond. Les Simpson arrivent à temps pour sauver Bart. Arrêté par la police, Tahiti Bob retourne en prison avec son père, sa mère, son frère, sa femme, son fils.